# Ali Hamdy Amin Rabei Mosutafa
Ali Hamdy Amin Rabei Mosutafa – (20 de abril de 1995) es un deportista egipcio que compite en lucha libre. Ganó una medalla de bronce en los Juegos Panafricanos de 2015. Ha ganado dos medallas de oro en el Campeonato Africano de Lucha entre los años 2015  y 2016.

## Palmarés internacional
| Juegos Panafricanos | Juegos Panafricanos               | Juegos Panafricanos | Juegos Panafricanos |
| Año                 | Lugar                             | Medalla             | Categoría           |
| ------------------- | --------------------------------- | ------------------- | ------------------- |
| 2015                | Brazzaville (República del Congo) | Medalla de bronce   | 97 kg               |
| Campeonato Africano |                                   |                     |                     |
| Año                 | Lugar                             | Medalla             | Categoría           |
| 2015                | Alejandría (Egipto)               | Medalla de oro      | 97 kg               |
| 2016                | Alejandría (Egipto)               | Medalla de oro      | 97 kg               |